# Kroge (Walsrode)
Kroge ist ein Ortsteil der Stadt Walsrode im niedersächsischen Landkreis Heidekreis. In dem Dorf leben 290 Einwohner auf einer Fläche von 7 km².

## Geografie

### Lage
Kroge liegt im nördlichen Bereich des Walsroder Stadtgebietes.

### Nachbarortschaften
Nachbarortschaften sind – von Norden aus im Uhrzeigersinn – Bommelsen, Riepe, Bomlitz, Benefeld, Jarlingen und Ahrsen.

### Flüsse
Durch Kroge fließt die Bomlitz, die weiter südlich in die Böhme mündet.

## Geschichte
Vom 1. März 1974 bis zum 31. Dezember 2019 war die vorher selbstständige Gemeinde Kroge eine von acht Ortschaften der Gemeinde Bomlitz. Seit 1. Januar 2020 sind Kroge und die anderen sieben Ortschaften der ehemaligen Gemeinde Bomlitz Ortsteile der Stadt Walsrode.

## Religion
Die evangelischen Bewohner Kroges gehören teilweise zur Kirche in Bad Fallingbostel und auch zur Kirche in Bommelsen.

## Straßen
Kroge liegt direkt an der Bundesstraße 440, die von Dorfmark über Visselhövede nach Rotenburg (Wümme) führt. Die Bundesautobahn 27 verläuft zwölf Kilometer entfernt südwestlich, und die Bundesautobahn 7 verläuft 4 km entfernt südöstlich.

## Sehenswürdigkeiten
siehe auch Liste der Baudenkmale in Walsrode (Außenbezirke)#Bommelsen/Kroge